# Islam in Grecia

L'Islam in Grecia è professato da due distinte comunità: coloro che vivono in queste terre dai tempi dell'Impero Ottomano (in particolare nell'area nord-orientale) e coloro che sono giunti dal Medio Oriente e dai Balcani nell'ultimo quarto del XX secolo.

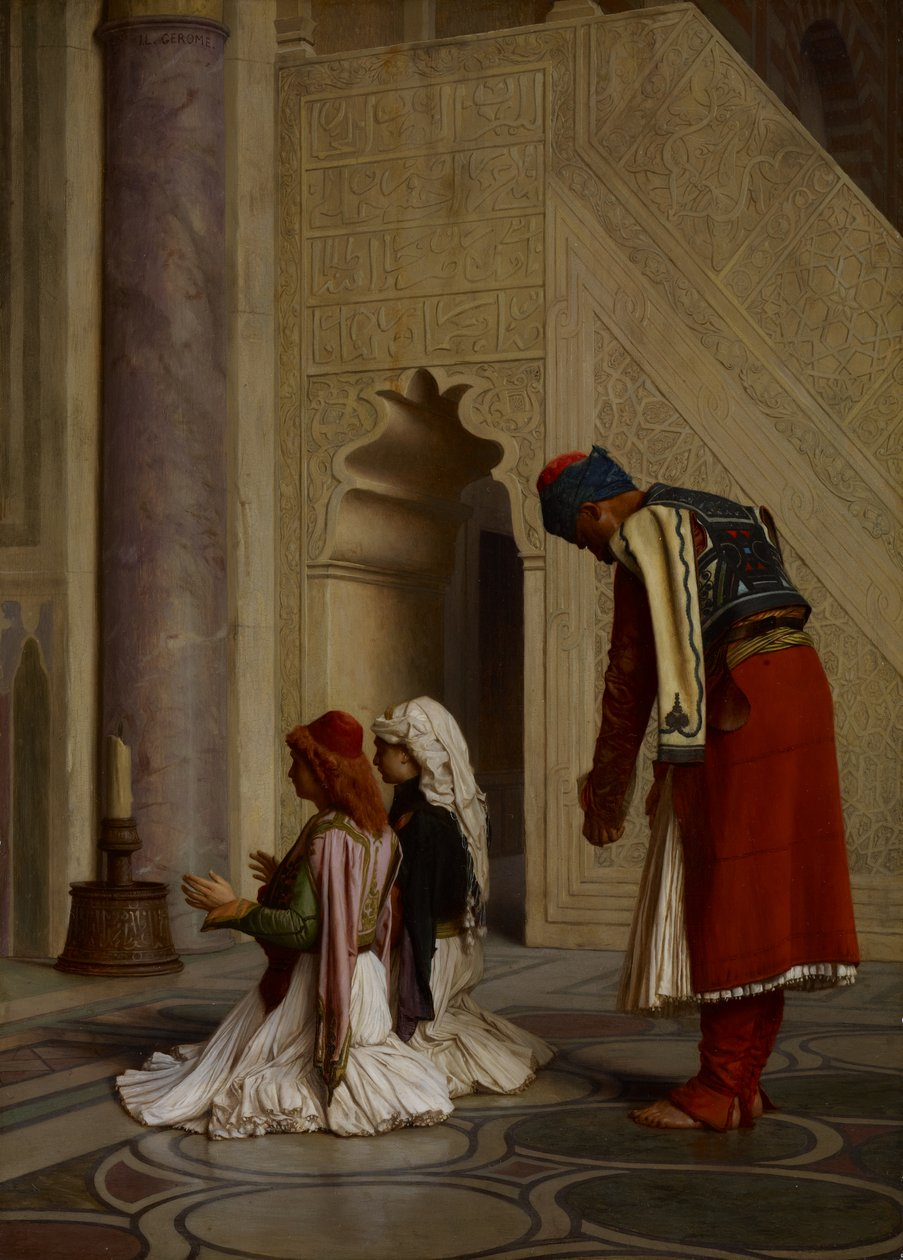
Ragazze greche alla moschea, dipinto di Jean-Léon Gérôme.

## Musulmani indigeni in Grecia
La popolazione musulmana indigena in Grecia non è omogenea, essa è infatti composta da tre comunità ben distinte, i Turchi, i Pomacchi e i Greci. I musulmani greci si sono convertiti all'Islam principalmente nel XVII e nel XVIII secolo. Dopo la firma del Trattato di Losanna del 1923, tra la Grecia e la nuova repubblica turca di Mustafa Kemal Atatürk, la popolazione musulmana del paese è diminuita drasticamente in seguito allo scambio di popolazioni. Circa 500.000 musulmani greci sono stati scambiati contro i 1,5 milioni di cristiani in Turchia.
Dopo il trattato, le comunità musulmane ancora presenti sul territorio ellenico, in particolare quelle dell'area traco-macedone, sono state riconosciute come minoranza musulmana. I musulmani della Tracia e i cristiani d'Istanbul e dell'isole di Imbro e di Tenedo furono le uniche popolazioni a non essere trasferite in seguito al trattato di Losanna.
La maggior parte degli indigeni musulmani greci si considerano Turchi. Essi rappresentano il 51% della popolazione di Rodopi e il 41% della popolazione di Xanthi. Alcuni musulmani vivono anche nelle isole del Dodecanneso, che costituivano le Isole italiane dell'Egeo dal 1912 al 1947 e la cui popolazione musulmana delle isole non è stata quindi oggetto di scambio. Per la popolazione turca, essi sono circa 5000 e vivono a Coo (2000 membri) così come a Rodi (3000 membri).
I Pomacchi vivono principalmente sui Monti Rodopi, a ovest della Tracia. I Rom che vivono in Tracia sono per la maggior parte musulmani.
La comunità pomacca, consistente di 30.000 abitanti, è principalmente della confraternita Bektashi.

## Immigrati musulmani in Grecia
I primi musulmani ad immigrare in Grecia furono i Palestinesi nel corso degli anni 1970. Essi vivono in grandi città come Atene e Salonicco. Dall'inizio degli anni 1990, c'è stato un aumento di immigrati in Grecia, più del 50% degli immigrati proveniva dall'Albania. Gli altri provenivano da vari paesi del Medio Oriente, del Pakistan, dell'India e del Bangladesh.